# Бесєдіна Дарина Станіславівна
Да́р’я Станісла́вівна Бесє́діна (Да́рья Станисла́вовна Бесе́дина; нар. 22 липня 1988, Хімки, Московська область, РРФСР, СРСР) ― російська політична діячка, депутатка Московської міської думи VII скликання, член партії «Яблуко».

## Біографія
Дарина Бесєдіна закінчила Московський архітектурний інститут (МАРХИ) за фахом «архітектор». Перед цим, в дитинстві, вона прожила два роки в Гамбурзі, Німеччина, де відчула різницю між якістю міського середовища в російських і німецьких містах. Під час навчання Дар'я приєдналася до некомерційної організації «Міські проєкти», яка покликана поліпшити міське середовище за допомогою даних сучасної урбаністики. З робіт таких експертів, як Ян Гейл і Вукан Вучіка, Бесєдіна зробила висновок, що сучасні правила, за якими проєктуються російські міста, призводять до створення неякісного та негуманістичного міського середовища.

## Обрання депутатом в Московську міську думу
17 лютого 2019 року директор фонду «Міські проєкти» Максим Кац оголосив про участь організації у виборах до Московської міської думи з метою просування порядку демонтажу швидкісних магістралей, побудованих в Москві. Кандидатом від організації була оголошена Дарина Бесєдіна, кампанія планувалася в окрузі № 8, через який проходить Ленінградський проспект — вулиця, перероблена в багатосмужну швидкісну магістраль.
Дарина Бесєдіна стала одним з небагатьох зареєстрованих кандидатів від партії «Яблуко» за результатами перевірки підписів, зібраних в її підтримку [4]. Попри реєстрацію, Бесєдіна брала участь в акціях протесту проти недопуску на вибори інших опозиційних кандидатів в депутати. 26 липня 2019 року у квартирі її батьків пройшов нічний обшук в рамках справи про тиск на Московський державний виконавчий комітет.
Основним опонентом Дар'ї Бесєдіної в 8 окрузі був Вадим Кумин — представник КПРФ, раніше який посів друге місце на виборах мера Москви. Кампанія Бесєдіної велася значною мірою на гроші, зібрані за допомогою публічного фандрейзингу: на рахунок надійшло 3482 пожертвувань від фізичних осіб, що склало 72% від використаних на кампанію коштів.
В результаті виборів Дарина Бесєдіна зайняла 1-е місце і стала депутатом.

## Політична діяльність
Першою ініціативою Дар'ї Бесєдіної як депутата Московської міської думи VII скликання було ініціювати розпуск Московської міської думи. На думку Бесєдіної, обраний склад парламенту не відбивав реальних настроїв москвичів, оскільки більшість опозиційних кандидатів не було допущено до участі у виборах. А ті, що допущені були, - перемогли. Пропозиція про саморозпуск не була підтримана депутатами.
У Думі увійшла до фракції Яблуко разом з Євгеном Бунімович, Максимом Кругловим і Сергієм Мітрохіним.
У жовтні 2019 року, під час розгляду бюджету Москви в першому читанні, на засіданні Думи Бесєдіна зажадала провести публічні слухання з проєкту бюджету. Слухання були організовані і проведені. Бесєдіна внесла в проєкт бюджету поправки, що передбачають спрямування грошей на будівництво трамваїв і закупівлю тролейбусів замість витрат за дорожнє будівництво, проте поправки були відхилені. Дарина Бесєдіна стала одним з 7 депутатів, які проголосували проти проєкту бюджету.
У листопаді 2019 року запропонувала депутатам Московської міської думи відмовитися від службових автомобілів, замінивши їх на право безкоштовного проїзду на міському громадському транспорті та таксі, що дозволило б скоротити витрати бюджету Москви на утримання депутатів на 100 мільйонів рублів на рік [16].
Під час звіту перед депутатами Московської міської думи мера Москви Сергія Собяніна, попри протидію з боку депутатів від «Єдиної Росії» і відключений мікрофон, Дар'я задала питання щодо людей, засуджених в рамках «московської справи», і запитала у мера, чи відчуває він свою відповідальність за те, що люди опинилися у в'язниці. Питання було відхилено спеціальною комісією Московської міської думи [17] [18], однак Сергій Собянін змушений був відповісти.
У грудні 2019 року оскаржила в суді проведені фракцією «Єдина Росія» поправки в регламент Московської міської думи, що дозволяють депутатам голосувати без присутності на засіданні. Подібний позов поданий депутатом проти дій МГД вперше в її історії.
Дарина Бесєдіна на засіданні Московської міської Думи, де схвалювалися поправки до конституції зануляє терміни Володимира Путіна
12 березня 2020 року на позачергове засідання Думи, зібране з метою висловлення схвалення поправок до конституції, запропонованим президентом Володимиром Путіним, Бесєдіна прийшла у футболці з написом «Öбнулись», висловлюючи таким чином незгоду проти запропонованого занулення президентських термінів Володимира Путіна:
|  | Нам не можна приймати поправки до Конституції, які розроблені тільки для того, щоб Путін правил Росією ще 16 років |

Після виступу Бесєдіної трансляція із засідання була відключена. Після перерви Бесєдіна запропонувала внести поправки в проєкт постанови Московської міської Думи, схвалює поправки до конституції. Перед заявою про схвалення Бесєдіна запропонувала додати абсурдні фрази, наприклад «враховуючи, що В. В. Путін, його ясновельможність, довічний президент» або «з огляду на що В. В. Путін це дар росіян людству». Після цього Бесєдіну позбавили слова до кінця засідання